# 碧玉刀

《碧玉刀》，天地圖書出版社版本，1997年出版

《碧玉刀》為古龍晚期小說，為《七種武器》之三。列為1974年10月南琪《武林七靈》之三。

## 故事大綱
古龍在書末說：「所以我說的這第三種武器，並不是碧玉七星刀，而是誠實。只有誠實的人，才會有這樣的運氣！」
碧玉山莊莊主段飛熊嚴格要求兒子段玉行走江湖時要行俠仗義。一日，段玉前去向朱二爺祝壽，並希望能獲得賞識成為其女婿。段玉出門前父親交代他以下七大戒律：
1. 不可惹是生非，多管鬧事。 [1]
2. 不可隨意交結陌生的朋友。 [1]
3. 不可和陌生人賭錢。 [1]
4. 不可與僧道乞丐一類人結怨。 [1]
5. 錢財不可露白。 [1]
6. 不可輕信人言。 [1]
7. 千萬不可和陌生的女人來往。 [1]

這七大戒律在現實生活中絕對算是合理，可惜段公子全破了。可是，段玉的誠實卻成為他最利害的武器，助他屢破凶險，贏得美人歸。

## 主要人物
- 段玉：十九歲的少年，帶著家傳的碧玉刀來到風光明媚的江南要拜訪朱二爺。輕功很高，誠實就是他可愛之處。被二月初二陷害。
- 朱珠：化名華華鳳，一位可愛動人的小姑娘，華華鳳與段玉的鬥嘴妙趣橫生，她的形象就如書中所載：「三分的蠻不講理，三分的嬌嗔，三分的醋意，再加上一分的神來之智。」

## 次要人物
- 盧小雲：盧九的兒子，藝出名門，文武雙全，雖然被花夜來所騙，但仍深愛花夜來。和段玉合作詐死以擒得花夜來。
- 盧九：人稱「妙手維摩」盧賽雲。「賽雲莊」莊主盧九爺世代鉅賈，他本就是江南的名公子，不但文武雙全，而且琴棋書畫，絲竹彈唱，樣樣皆通，樣樣皆精。但江湖中人都知道，他最精的還是賭。因賭結識段玉，也因此相信段玉。
- 顧道人：顧道人可以是間酒鋪，也可以是一個道人，本名顧長青，青龍會中人。
- 鐵水：人稱「僧王」鐵水，投入少林學得一身武功後叛離少林寺，實為青龍會中人，盧九的好友。
- 花夜來：長江以南最有名的獨行女盜，化名女道士扮成顧道人的妻子，也是青龍會分舵二月初二的舵主龍抬頭老大。
- 王飛：江南霹靂堂的堂主，對化名女道士的花夜來懷有好感。
- 周森：青龍會中人。
- 段飛熊：人稱「中原大豪」，中原第一好漢，段玉之父，與朱寬是好友。
- 朱寬：人稱「江南大俠」，寶珠山莊之主，朱珠之父，與段飛熊是好友。
- 方剛：人稱「蕪湖大豪」，因金鐘罩鐵布衫成名。
- 七爪鳳凰：六扇門女捕頭，號稱當世三大名捕之一。

## 小說目錄
1. 江湖少年春衫薄
2. 顧道人
3. 血酒
4. 月夜釣青龍
5. 天公作美
6. 誠實

## 改編電影
- 1979年，台灣，《七巧鳳凰碧玉刀》，導演：歐陽弘，主演：孟飛、陳星、岳華、夏玲玲

## 外部連結
- 七種武器網上閱讀(繁體)
- 七種武器網上閱讀(簡體) （页面存档备份，存于）
- 碧玉刀—誠實篇—
- 神兵暗器
- 段玉
- 華華鳳

## 資料來源
1. 1 2 3 4 5 6 7  古龍（1974年）：《碧玉刀》，第一章：江湖少年春衫薄，香港：天地圖書有限公司。